# Ali Seyni
Ali Seyni (* 1938 in Kassani; † 17. Dezember 2004 in Niamey) war ein nigrischer Politiker.

## Leben
Ali Seyni besaß eine Ausbildung als Ingenieur für Technik in der Landwirtschaft. Er arbeitete in den 1980er Jahren als Direktor der hydrologischen Serviceabteilung im Ministerium für ländliche Entwicklung. Seyni engagierte sich politisch in der Partei Demokratische und soziale Versammlung (CDS-Rahama). Er wurde am 30. November 1991 als Nachfolger von Amadou Fiti Maïga Bürgermeister der Hauptstadt Niamey mit dem Titel Präfekt-Präsident. In dieser Funktion wurde er am 25. November 1992 von Moussa Ladan abgelöst. Ali Seyni wirkte zudem als Abgeordneter in der Nationalversammlung. Er arbeitete als Berater des Premierministers und als Experte für verschiedene internationale Organisationen.
Persönlich interessierte er sich für die alten Traditionen und Kulturen Nigers. In den Jahren vor seinem Tod krank, starb er 2004 in Niamey.